# コンスタンチン・コンスタンチノヴィチ (ロシア公)
コンスタンチン・コンスタンチノヴィチ（ロシア語: Константин Константинович, 1891年1月1日 - 1918年7月18日）は、ロシアの皇族、ロシア公。ロシア大公コンスタンチン・コンスタンチノヴィチとその妻エリザヴェータ・マヴリキエヴナ妃との間の第4子、三男。ニコライ1世の曾孫。父大公と名前および父称が全く同じであるため、「若い」を意味するムラーチー（Младший）を付けて区別する場合もある。

## 生涯
コンスタンチンは演劇界に憧れを抱く（父は劇作家だった）物静かで内気な少年だった。彼は騎兵学校に学び、サンクトペテルブルク陸軍大学に進んだ。長兄イオアンと姉のタチアナが結婚すると、コンスタンチンも自分の家庭を持ちたいと考え始めた。彼は最初、皇帝ニコライ2世の長女オリガに憧れを抱いていたが、やがてルーマニア王フェルディナンド1世の娘エリサベータとの結婚を望み出した。しかし長兄のイオアンがセルビア王ペータル1世の娘イェレナを妻に迎えている関係で、政治的に問題があるとして実現不可能になった。コンスタンチンは新たな結婚相手を見つけることもないまま、第1次世界大戦がはじまると四人の兄弟たちと一緒に従軍した。
1918年3月、コンスタンチンはボリシェヴィキによってウラル山脈に連れて行かれ、アラパエフスクの坑道内で銃殺された。長兄のイオアン、弟のイーゴリ、又従弟のウラジーミル・パーレイ公爵やその他の親類縁者も一緒に処刑された。彼の遺体は北京の正教会墓地に埋められたが、その墓地は後に公園を造るために破壊された。